# Bénac (Ariège)
Bénac ist eine französische Gemeinde mit 174 Einwohnern (Stand 1. Januar 2022) im Département Ariège in der Region Okzitanien. Sie gehört zum Arrondissement Foix und ist Mitglied im Gemeindeverband L’Agglo Foix-Varilhes. Die Bewohner werden Bénacois und Bénacoises genannt.
Die Gemeinde erhielt 2023 die Auszeichnung „Zwei Blumen“, die vom Conseil national des villes et villages fleuris (CNVVF) im Rahmen des jährlichen Wettbewerbs der blumengeschmückten Städte und Dörfer verliehen wird.

## Geografie

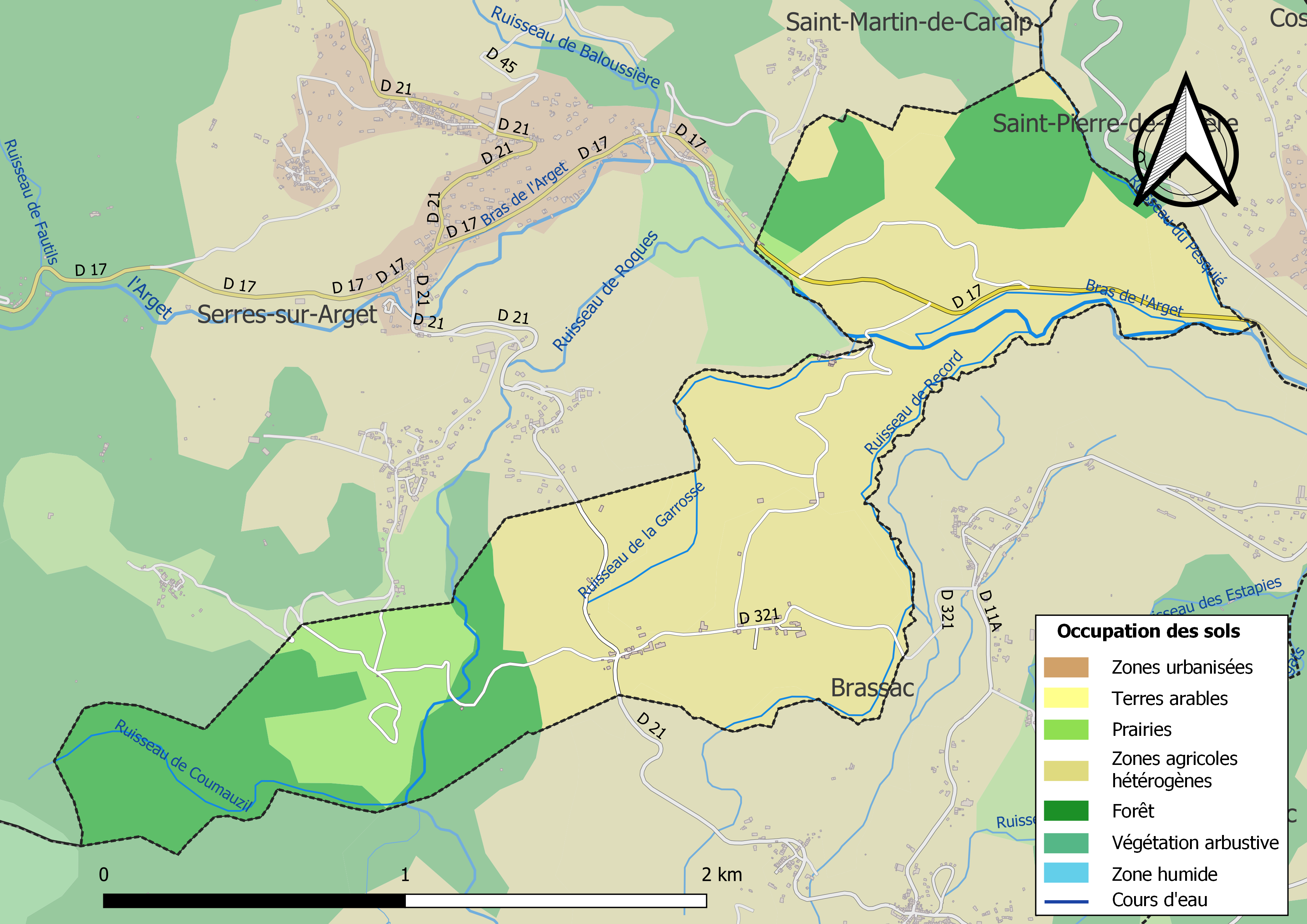
Bodennutzung und Infrastruktur der Gemeinde

Die Gemeinde ist historisch und kulturell Teil des Pays de Foix und liegt etwa sechs Kilometer westsüdwestlich von Foix. In den Weilern sind die aneinandergereihten alten Häuser mit ihren ockerfarbenen und grauen Mauern typisch für das Pays de Foix.
Ihr Gebiet befindet sich im Einzugsgebiet der Garonne und wird vom Fluss Arget, dem Ruisseau de Roques, dem Ruisseau de Coumauzil, dem Ruisseau de la Garrosse, dem Ruisseau de Record, dem Ruisseau du Pesquié  und verschiedenen anderen kleinen Bächen entwässert. Das Gemeindegebiet ist Teil des Regionalen Naturpark Pyrénées Ariégeoises und von vier Zones naturelles d’intérêt écologique, faunistique et floristique (ZNIEFF).
Fast drei Viertel der Gemeindefläche werden landwirtschaftlich genutzt, etwas über ein Viertel ist bewaldet. Ausgedehnte Weiden wechseln sich mit Hainen und Obstgärten ab.
Nachbargemeinden sind Serres-sur-Arget im Nordwesten, Saint-Pierre-de-Rivière im Nordosten und Brassac im Süden.

## Bevölkerungsentwicklung
| Bénac: Einwohnerzahlen von 1793 bis 2021                                                                                   | Bénac: Einwohnerzahlen von 1793 bis 2021 | Bénac: Einwohnerzahlen von 1793 bis 2021 | Bénac: Einwohnerzahlen von 1793 bis 2021 | Bénac: Einwohnerzahlen von 1793 bis 2021 |
| --- | ---------------------------------------- | ---------------------------------------- | ---------------------------------------- | ---------------------------------------- |
| Jahr |                                          |                                          |                                          | Einwohner                                |
| 1793 | 1793                                     |                                          | 172                                      | 172                                      |
| 1800 | 1800                                     |                                          | 206                                      | 206                                      |
| 1806 | 1806                                     |                                          | 236                                      | 236                                      |
| 1821 | 1821                                     |                                          | 275                                      | 275                                      |
| 1831 | 1831                                     |                                          | 302                                      | 302                                      |
| 1836 | 1836                                     |                                          | 307                                      | 307                                      |
| 1841 | 1841                                     |                                          | 297                                      | 297                                      |
| 1846 | 1846                                     |                                          | 296                                      | 296                                      |
| 1851 | 1851                                     |                                          | 305                                      | 305                                      |
| 1856 | 1856                                     |                                          | 261                                      | 261                                      |
| 1861 | 1861                                     |                                          | 272                                      | 272                                      |
| 1866 | 1866                                     |                                          | 293                                      | 293                                      |
| 1872 | 1872                                     |                                          | 290                                      | 290                                      |
| 1876 | 1876                                     |                                          | 300                                      | 300                                      |
| 1881 | 1881                                     |                                          | 304                                      | 304                                      |
| 1886 | 1886                                     |                                          | 294                                      | 294                                      |
| 1891 | 1891                                     |                                          | 302                                      | 302                                      |
| 1896 | 1896                                     |                                          | 278                                      | 278                                      |
| 1901 | 1901                                     |                                          | 252                                      | 252                                      |
| 1906 | 1906                                     |                                          | 236                                      | 236                                      |
| 1911 | 1911                                     |                                          | 230                                      | 230                                      |
| 1921 | 1921                                     |                                          | 164                                      | 164                                      |
| 1926 | 1926                                     |                                          | 162                                      | 162                                      |
| 1931 | 1931                                     |                                          | 159                                      | 159                                      |
| 1936 | 1936                                     |                                          | 139                                      | 139                                      |
| 1946 | 1946                                     |                                          | 129                                      | 129                                      |
| 1954 | 1954                                     |                                          | 122                                      | 122                                      |
| 1962 | 1962                                     |                                          | 119                                      | 119                                      |
| 1968 | 1968                                     |                                          | 107                                      | 107                                      |
| 1975 | 1975                                     |                                          | 86                                       | 86                                       |
| 1982 | 1982                                     |                                          | 118                                      | 118                                      |
| 1990 | 1990                                     |                                          | 125                                      | 125                                      |
| 1999 | 1999                                     |                                          | 152                                      | 152                                      |
| 2006 | 2006                                     |                                          | 178                                      | 178                                      |
| 2013 | 2013                                     |                                          | 172                                      | 172                                      |
| 2021 | 2021                                     |                                          | 173                                      | 173                                      |
| Quelle(n): EHESS/Cassini bis 1999, INSEE ab 2006 Anmerkung(en): Ab 1962 offizielle Zahlen ohne Einwohner mit Zweitwohnsitz |                                          |                                          |                                          |                                          |

## Sehenswürdigkeiten
Die Kirche La Nativité-de-Notre-Dame de Bénac datiert in ihren Ursprüngen aus dem 12. Jahrhundert und bestand aus einem einzigen Kirchenschiff, das in einer gewölbten Apsiskalotte endete. Später wurde sie von drei kleinen Nebengebäuden und einer von einem Treppentürmchen flankierten Vorhalle umgeben. Der ursprüngliche Bautyp war zwischen dem 11. und 14. Jahrhundert in den Pyrenäen weit verbreitet. Die Erweiterungs- und Restaurierungsarbeiten wurden um 1900 durchgeführt. Die Kirche ist seit 1957 als Monument historique eingeschrieben.
Das Schloss Bénac stammt aus dem 17. Jahrhundert, im 19. Jahrhundert umgestaltet. Es ist ein ehemaliger Wohnsitz der Barone von Bellissen-Bénac, heute eine Bed and Breakfast Unterkunft.

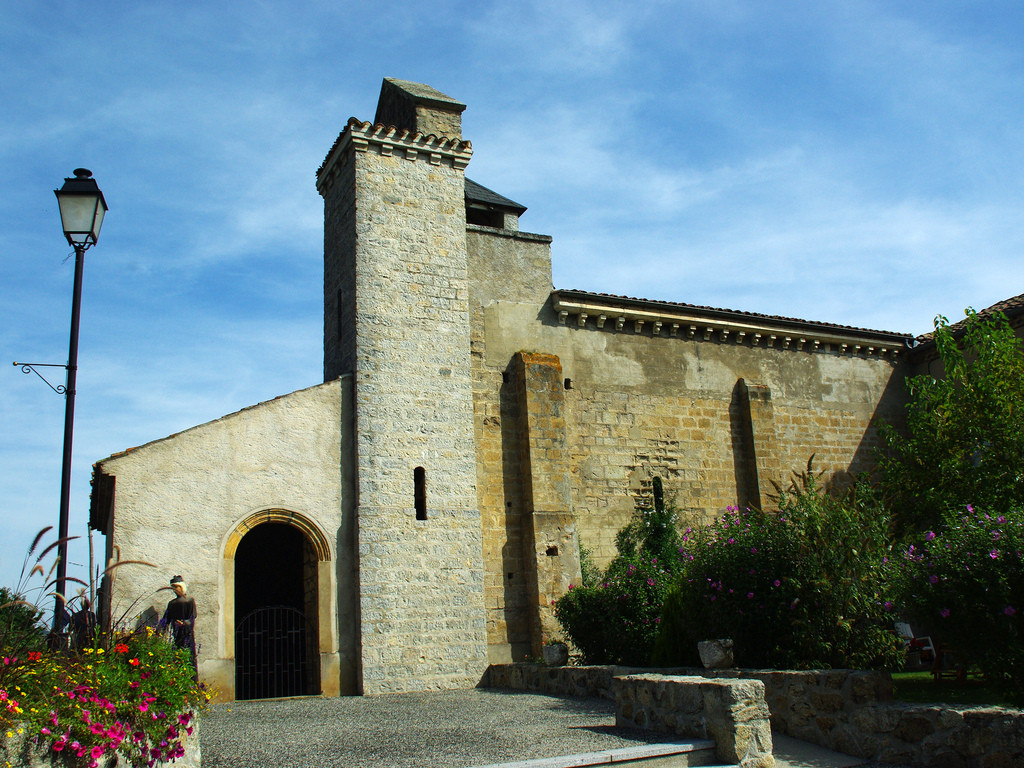
Kirche La Nativité-de-Notre-Dame
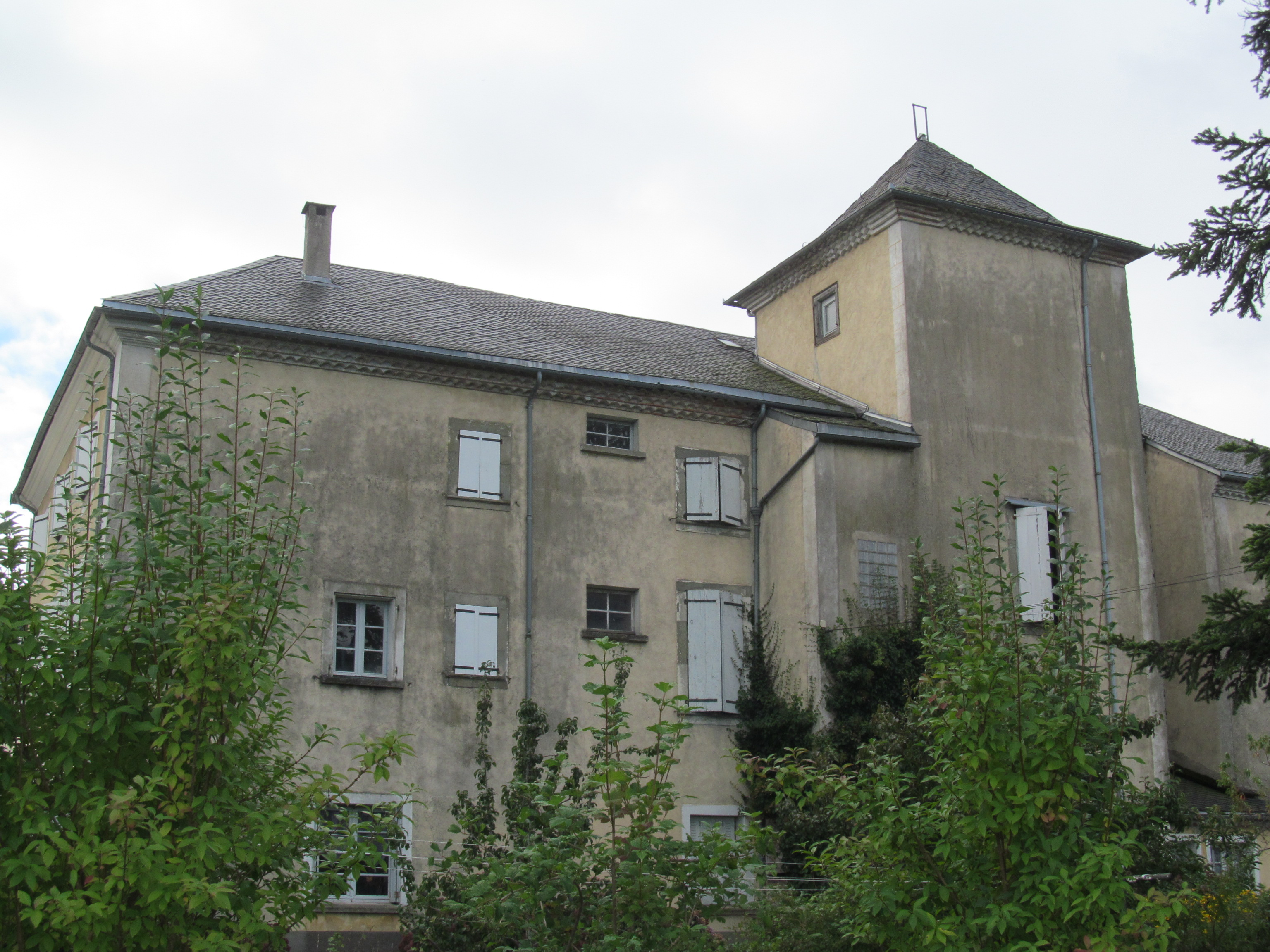
Schloss Bénac